# Landesfrauenklinik Stettin

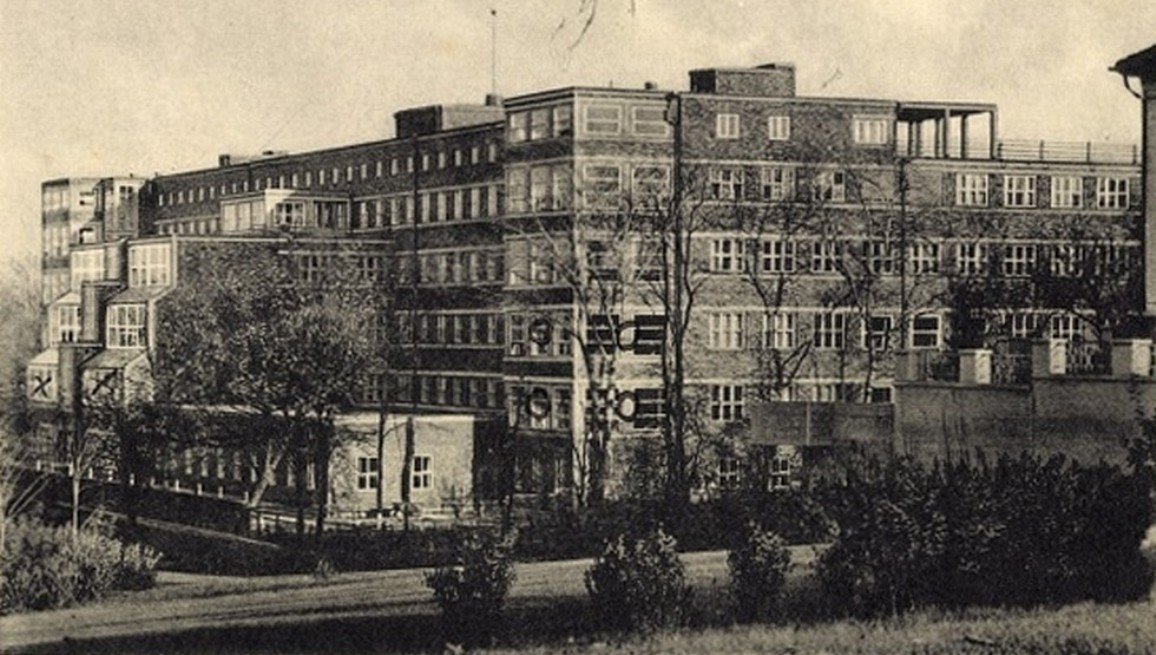
Klinika na początku lat 30. XX wieku

Landesfrauenklinik Stettin, oficjalnie  Landesfrauenklinik der Provinz Pommern, Stettin (pol. Klinika Kobieca Prowincji Pomorze, Szczecin, również pol. Państwowa Klinika Położnicza i Chorób Kobiecych) – nieistniejąca już klinika i poliklinika działająca od 1931 do 1945 roku, specjalizującą się w ginekologii i położnictwie; zlokalizowana w Szczecinie. Służyła również jako miejsce szkolenia dla pomorskich położnych oraz położnych dla Niemców pracujących za granicą.

## Historia
Stettiner Landesfrauenklinik zastąpiła w 1931 roku przestarzałą i skromniej wyposażoną Prowincjalną Szkołę Położnych oraz Klinikę dla Kobiet (Provinzial-Hebammen-Lehranstalt und Frauenklinik) przy Karkutschstrasse w centrum Szczecina. Ta ostatnia została zbudowana dopiero w 1894 roku z inicjatywy tajnego radcy sanitarnego i dyrektora Ernsta Bauera, gdy oryginalny budynek instytutu położnych przy ulicy Elisabethstraße stał się zbyt ciasny i nie spełniał już nowoczesnych wymagań. Bauer został mianowany dyrektorem szkoły położnych w październiku 1880 roku. Pierwsza szkoła położnych w Szczecinie została otwarta w 1803 roku i mogło uczęszczać do niej 24 uczennic.
Od 1922 roku Prowincjalną Szkołą Położnych oraz Kliniką dla Kobiet przy Karkutschstrasse kierował roku ginekolog Siegfried Stephan. Przejął on nadzór nad szkołą gdy po 42 latach służby z powodu wieku zrezygnował z niej Ernst Bauer. Już w momencie przejęcia kierownictwa przez Stephana klinika cierpiała z powodu braku miejsca. Przyczyną tego było wzrastające rocznie wskaźniki urodzeń związane z wzrostem liczby ludności, wzrastające znaczenie ginekologii i związane z tym zwiększone korzystanie z kliniki przez pacjentki ginekologiczne, oraz wprowadzenie w 1922 roku podwójnego czasu trwania szkolenia położnych z dziewięciu na osiemnaście miesięcy.
Klinika została wybudowana w latach 1929–1931 z inicjatywy Sejmiku Krajowego Związku Prowincji Pomorskiej, a jej budowa kosztowała 4,3 miliona marek niemieckich. Zajęła obszar 26 500 metrów kwadratowych na spokojnym ówcześnie przedmieściu Szczecina (Roonstrasse 9-11), w południowo-wschodnim narożniku parku Quistorpa (dziś jest to Park Jana Kasprowicza) i jeziora Westend (dziś Rusałka).
Klinika rozpoczęła swoją działalność 12 października 1931 roku. Dobrze przemyślany kompleks kliniczny uchodził za architektonicznie wzorcowy w budownictwie szpitalnym. Także ze względu na zastosowane zaawansowane technologie medyczne i komunikacyjne Klinika zdobyła międzynarodowe uznanie wśród środowisk medycznych. Dysponowała łóżkami szpitalnymi dla 230 pacjentek, w tym 48 łóżkami dla tzw. ‘hausschwangere’ (kobiet ciężarnych przebywających w szpitalu ze względów medycznych), oraz 114 łóżkami dla niemowląt.
Zespół budynków składał się z 7-piętrowego klinicznego pawilonu w kształcie litery „U” (piwnica, parter, piętro, cztery piętra naziemne) oraz dodatkowych budynków administracyjnych, mieszkalnych dla personelu medycznego oraz służących załodze. Opieka medyczna nad pacjentami odbywała się na parterze oraz w pierwszych trzech piętrach spośród czterech. Te piętra wyposażone były w najnowocześniejszą komunikacyjną i medyczną technologię. Pomieszczenia i korytarze kliniki wyłożone były linoleum. Dla przewozu osób i towarów dostępne były trzy windy. Łącznie na trzech piętrach rozlokowanych było sześć sal operacyjnych i porodowych. Okna tych pomieszczeń były zwrócone na północ. Także pomieszczenia służbowe i inne funkcjonalne, takie jak pomieszczenia medyczne, łazienki i pomieszczenia gospodarcze, były zwrócone na północ. Czwarte piętro zostało zaadaptowane na akademik dla położnych i lekarzy odbywających staż. Na parterze znajdowała się sala wykładowa o pojemności 140 miejsc, urządzona na kształt amfiteatru, służąca do nauczania położnych i personelu pielęgniarskiego w trakcie szkolenia. Sala ta była również wykorzystywana do konferencji naukowych i spotkań Stowarzyszenia Naukowego Lekarzy Szczecina (Wissenschaftlichen Vereins der Ärzte Stettins). Parter mieścił także warsztaty, laboratoria, aptekę i stołówki dla pracowników oraz dla kobiet w ciąży przebywających w ośrodku.
Klinika posiadała własny oddział rentgenowski oraz pomieszczenia do leczenia za pomocą promieniowania elektrycznej wysokiej częstotliwości, do terapii tlenem i dwutlenkiem węgla, do terapii światłem podwodnym w elektrycznie podgrzewanych wannach, oraz do diatermii i terapii słonecznej. Całkowitą nowością w fizykoterapii był kąpiel piaskowa, w której można było poddać się leczeniu termalnemu z podgrzanego piasku wybrzeża Morza Bałtyckiego.
W latach 1934 i 1935 w LFK Stettin odnotowano odpowiednio 2125 i 2477 porodów. W kolejnych latach liczba przeprowadzonych tam porodów wzrosła do ponad czterech tysięcy. Liczba pacjentek ginekologicznych wzrosła z 576 w roku 1933 do 1030 w roku 1936, a liczba przypadków operacji ginekologicznych wzrosła z 347 do 841.
Dyrektorem kliniki był prof. Siegfried Stephan, który miał istotny wpływ na zarówno budowę, jak i wyposażenie medyczne kliniki. Podległy mu personel lekarski liczył przeciętnie od ośmiu do dziesięciu lekarzy (ordynatorów, lekarzy oddziałowych, wolontariuszy, lekarzy powołanych przez Reichswehr i pięciu praktykantów medycznych).
Klinikę LFK Stettin wkrótce po ukończeniu nazwano przez mieszkańców Szczecina „Storchenburg” („Bocianie Wzgórze”).
Działalność kliniki zakończyła się ewakuacją pod koniec II wojny światowej, wiosną 1945 roku. Przeniesiona została do Greifswaldu i dziś nazywa się Klinik und Poliklinik für Frauenheilkunde und Geburtshilfe (Klinika i Poliklinika Położnictwa i Ginekologii). Część wyposażenia została tam przewieziona.